# Nils Bergsten (präst)
Nils Bergsten, född 24 januari 1824 i Järns socken, Älvsborgs län, död 26 maj 1906 i By församling, Värmlands län, var en svensk pastor och kyrkoherde. 
I dödboken är Bergsten upptagen som kontraktsprost i Nors kontrakt och kyrkoherde i By församling.
Under 1860-talet greps Bergsten av väckelsen inom Värmlands ansgariiförening och kom i kontakt med P.P. Waldenström med vilken han stod i brevförbindelse, liksom senare med Pontus Wikner. Under sin tjänstgöring i Kristinehamn blev Bergsten också bekant med löjtnant Ferdinand Fröding och dennes familj. Under sin första period av sinnessjukdom skrev sonen, Gustaf Fröding, flera brev, fyllda av svåra självanklagelser, till Bergsten. 
Under åren 1880-1884 var Bergsten kyrkoherde i Silleruds församling. I boken Karlstads stifts herdaminnen. 4. Nordmarks kontrakt berättas om den tiden: "Av flera orsaker trivdes han inte i Sillerud utan sökte sig därifrån vid första tillfälle." Formuleringen syftar på Piskarprocessen 1882-1883. Han figurerade också i den senare förbjudna "Piskarevisan", från Piskarprocessen: "... Tre av vittnena har vittnat rätt, därför fick de beröm / och det var prästen, Stora och Hammarström ...". Bergsten måste ha känt olust över att omnämnas i nidvisan. 
I Gösta Wærnes nyckelroman Nyodling (om bl.a. Piskarprocessen) kallas han "Bergstedt".